# فرودگاه بابلسر

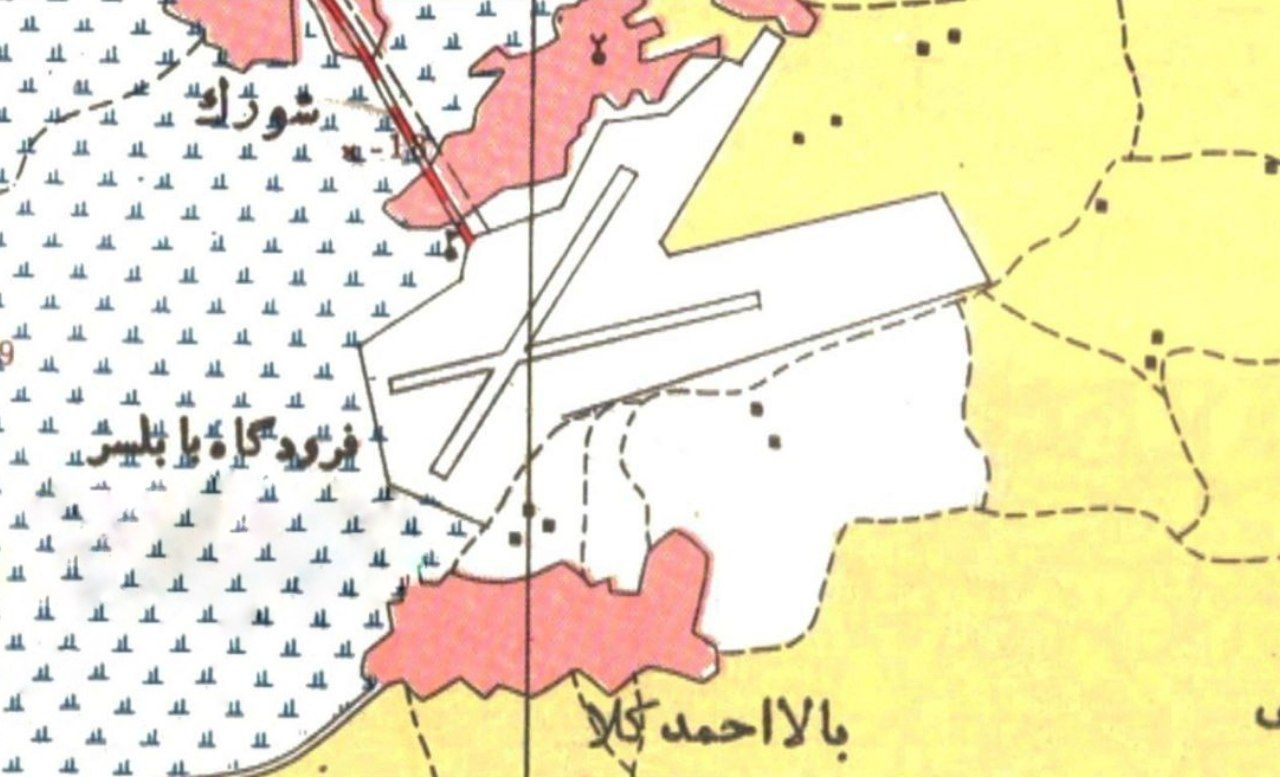
موقعیت فرودگاه بابلسر در نقشه سال ۱۳۵۵

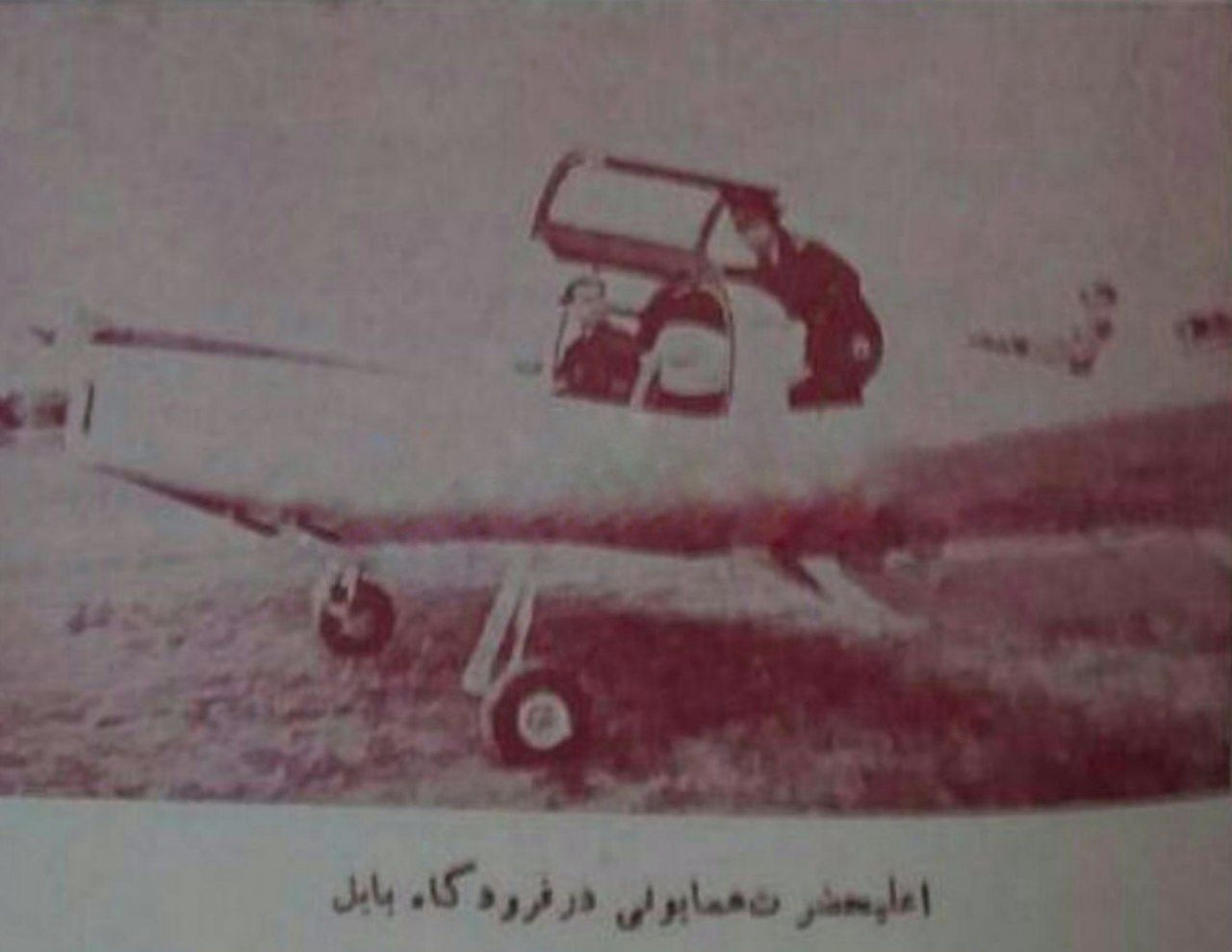
محمدرضا شاه پهلوی در فرودگاه بابل (بابلسر) ۱۳۲۷

فرودگاه بابل که بعدها به فرودگاه بابلسر شناخته شد، یکی از قدیمی‌ترین فرودگاه‌های کشور با کد BBL در انجمن بین‌المللی حمل و نقل هوایی (یاتا) و کد OINB در سازمان هوانوردی غیرنظامی بین‌المللی (ایکائو) است . که در سال ۱۳۱۸ روی زمینی به مساحت ۱۰۰ هکتار و با دو باند خاکی متقاطع راه‌اندازی شد. این زمین که در میان دو روستای بالااحمدکلا و پایین احمدکلا در فاصله‌ی ۲٫۵ کیلومتری جنوب شرق بابلسر و فاصله‌ی هوایی ۴ کیلومتری شمال کمربندی امیرکلا بابل واقع است، دهه‌هاست به یک زمین متروکه تبدیل شده و هیچ آثاری از فرودگاه در آن دیده نمی‌شود.

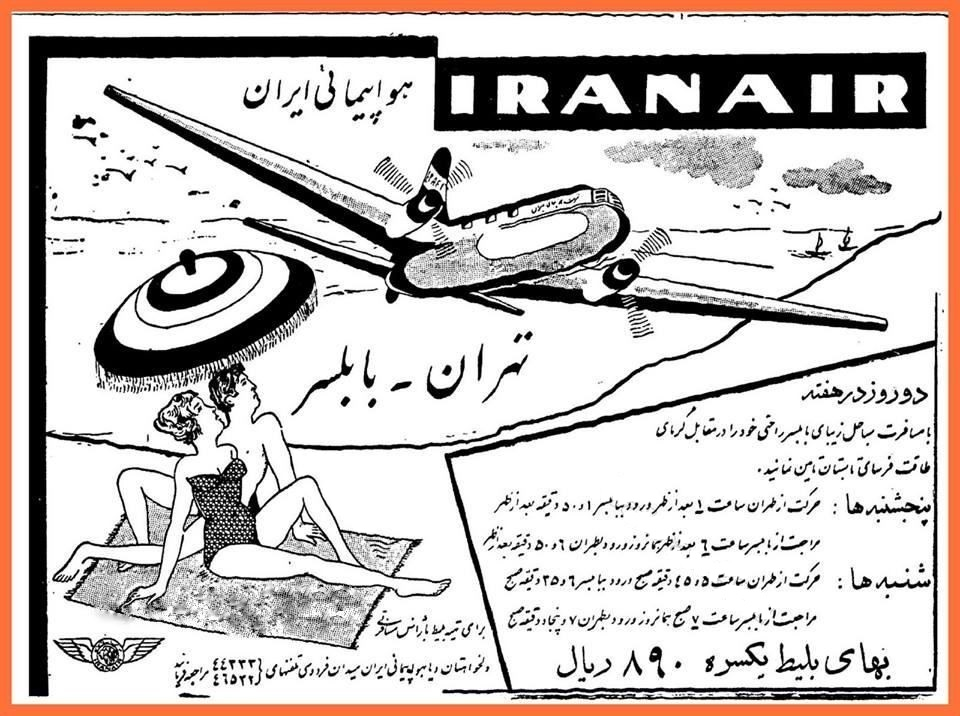
بلیت پرواز تهران بابلسر- دهه ۱۳۴۰

این فرودگاه در ابتدا به عنوان پایگاهی برای هواپیماهای آموزشی، خدمات پستی، سمپاشی زمین‌های کشاورزی و خدماتی استفاده می‌شد. از دهه‌ی ۴۰ پروازهای دو روز در هفته از تهران به بابلسر توسط شرکت هواپیمایی ایران در باند خاکی آن برقرار شد و بنا بود ساختمان فرودگاه و تجهیزات فرودگاهی و ناوبری فرودگاه بابلسر به همراه چند شهر دیگر در برنامه پنجم عمرانی کشور (۱۳۵۶-۱۳۵۲) ساخته، نصب و راه‌اندازی شود.، اما این طرح به انجام نرسید و ساخت و تجهیز فرودگاه به فراموشی سپرده شد.
حسن متین نماینده مردم بابل در مجلس شورای ملی در تاریخ ۷ آبان ۵۳ در نطق خود در مجلس با اشاره به دست به کار شدن دولت برای ساخت فرودگاه بسیار مجهز در بابلسر، خواستار نوسازی و مدرن‌سازی بندر بابلسر برای شکوفایی اقتصاد بخش بابلسر و شهرستان بابل شد که هیچکدام از این دو طرح به اجرا نرسید.
.
زمین این فرودگاه، در دهه‌های اخیر از سوی وزارت دفاع تفکیک شده و برای تامین مسکن پرسنل نیروی هوایی در اختیار تعاون مسکن نیروی هوایی ارتش قرار گرفته است. تلاش‌های نمایندگان مردم بابل و بابلسر برای بازگشایی دوباره‌ی این فرودگاه تاکنون بی نتیجه مانده است.. 
در یکی از قدیمی‌ترین عکس‌های موجود از این فرودگاه که در سال ۱۳۲۷ در مجله ارتش به چاپ رسیده است، محمدرضا شاه‌ سوار بر هواپیمای آموزشی دو نفره در فرودگاه بابل (بابلسر) دیده می‌شود.

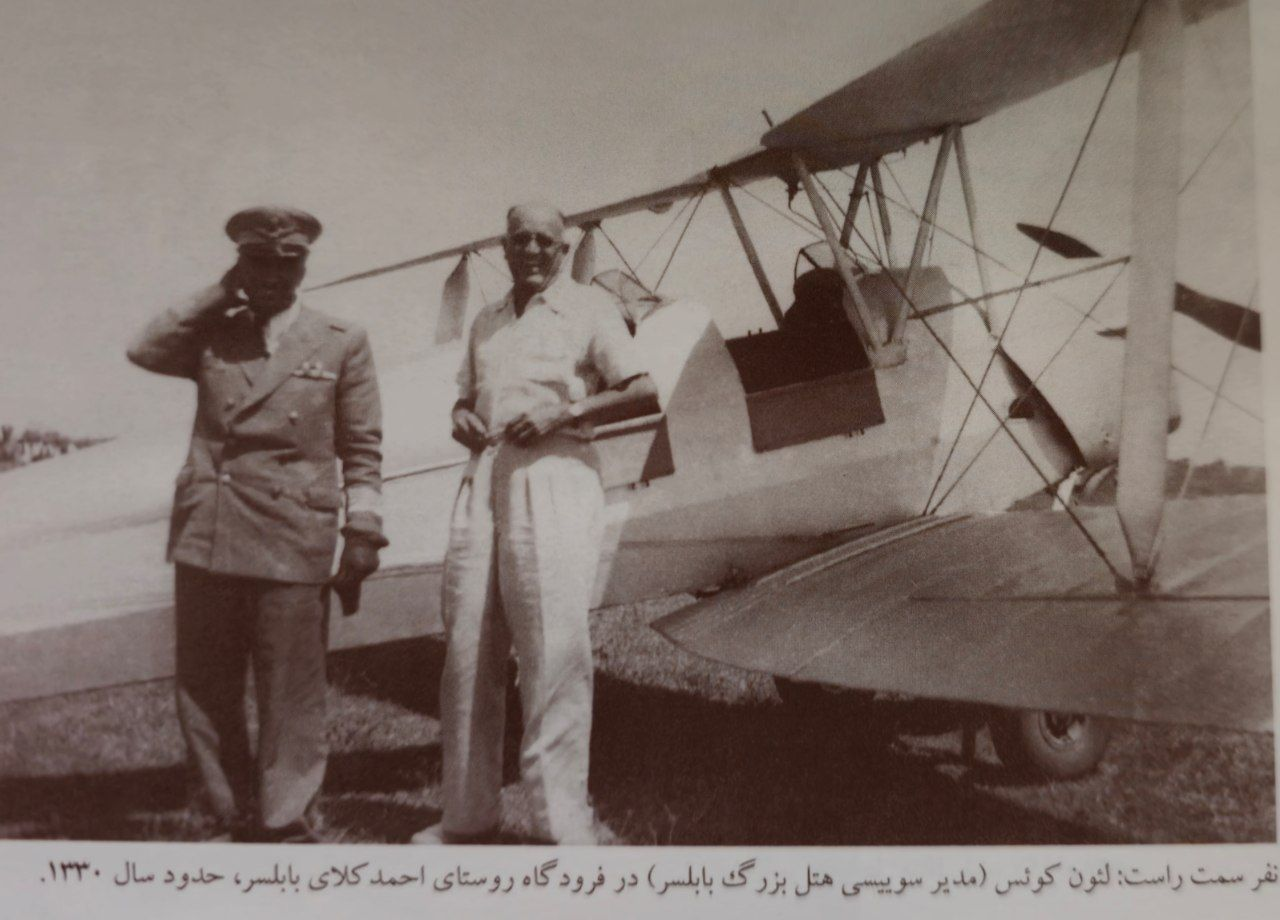
لئون کوئس مدیر سوئیسی هتل بزرگ بابلسر در فرودگاه بابلسر حدود ۱۳۳۰

گفتنی است در پی تشکیل باشگاه هواپیمایی شاهنشاهی در سال ۱۳۱۸ که با هدف آشنا کردن مردم به ویژه جوانان مستعد به فنون هواپیمایی و تشویق و تربیت آنان به یادگیری این فن، نخستین هیات مدیره باشگاه هواپیمایی بابل نیز با حضور عباس صدر بخشدار، محمد زند رییس دارایی، محمدمهدی علی‌زاده رییس بانک ملی، یعقوب امیرشاهی رییس فرهنگ به همراه معتمدین شامل محمدعلی ایمانی، محمدصادق شفیع‌زاده، رجبعلی حسین زاده، غلامعلی چیت ساز و حسین حکیمی آغاز به کار کرد.

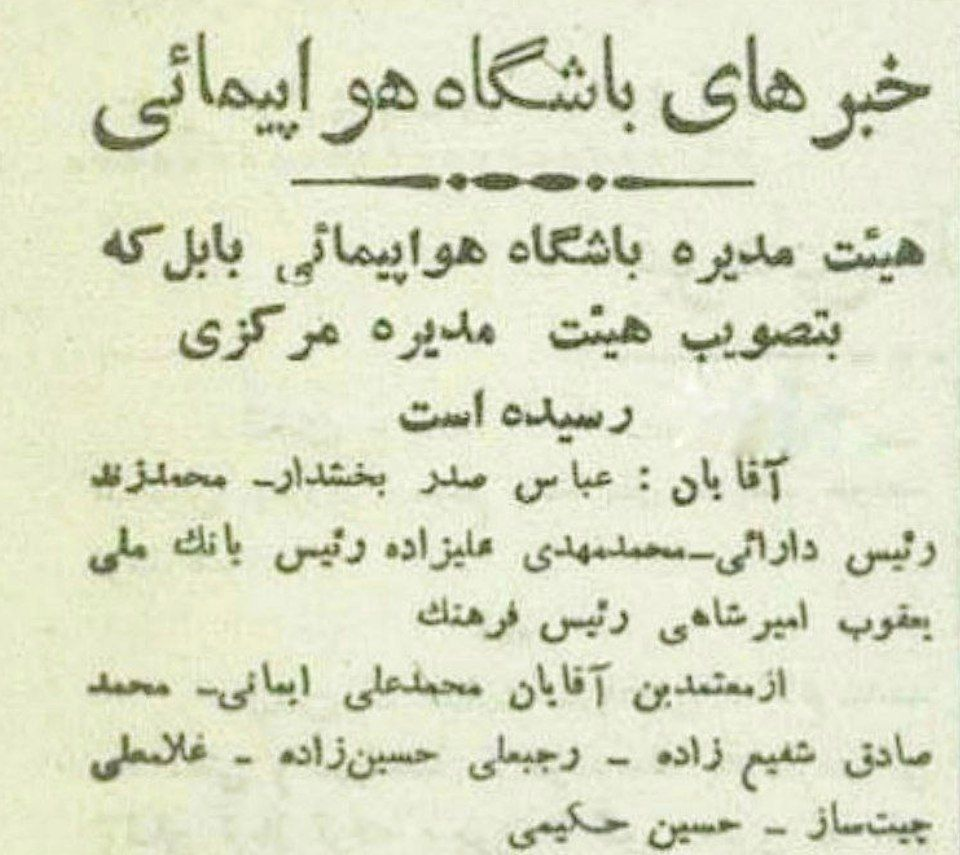
باشگاه هواپیمایی بابل

در پی بی‌نتیجه ماندن بازگشایی دوباره‌ی فرودگاه بابلسر در زمین ۱۰۰ هکتاری معروف به صحرای احمدکلا، از سال ۱۳۹۳ تلاش‌هایی از سوی نماینده وقت آمل برای ساخت فرودگاه در اراضی ۴۱۰ هکتاری ایستگاه ملی تحقیقات کشاورزی و دامپروری گاودشت بابل به نامی غیر از بابل صورت گرفت و حتی طرح آن را با عنوان «مطالعه و اجرای فرودگاه برای اطفاء حریق جنگل و امداد هوایی ۴۱۰ هکتاری گاودشت شمال» در لایحه‌ی بودجه سال ۱۳۹۸ دولت قرار داد که با مخالفت جدی همه‌ی مسئولین بابل روبرو شده و از دستور کار خارج شد.